# Trampolino Franz Haslberger
Il Trampolino Franz Haslberger (in tedesco: Franz-Haslberger-Schanze) è un trampolino situato a Reit im Winkl, in Germania.

## Storia
Aperto nel 1923 e più volte ristrutturato, l'impianto ha ospitato i Campionati mondiali juniores di sci nordico 1991 e numerose tappe della Coppa del Mondo di combinata nordica.

## Caratteristiche
Il trampolino ha il punto K a 90 m; il primato di distanza appartiene all'austriaco Thomas Thurnbichler (101 m nel 2003). Il complesso è attrezzato anche con salti minori (Steinbachschanzen) K57, K30 e K18.